# 川上貫一
川上 貫一（かわかみ かんいち、1888年〈明治21年〉1月28日 - 1968年〈昭和43年〉9月12日）は、大正・昭和の労働運動活動家・政治家。後に日本共産党国会議員団長となる。娘は洋画家の川上律江。

## 略歴
岡山県哲多郡（現・新見市）出身。
1907年（明治40年）県立農学校を卒業後、代用教員や岡山県職員を務め、後に大阪府の社会課主事に転じる。1927年（昭和2年）に昭和文化学会に参加して以後、共産党シンパとしての活動を強め、翌年には検挙を受ける。また、1937年（昭和12年）の人民戦線事件でも検挙されて懲役2年の実刑判決を受けている。この間、マルクス経済学を学び、社会主義系の雑誌や研究所の立ち上げに関与した。
1949年（昭和24年）、第24回衆議院議員総選挙で大阪府第2区に日本共産党から立候補して衆議院議員に初当選する。1951年（昭和26年）1月27日に衆議院の代表質問に立ち、当時の吉田茂内閣の単独講和論を非難する際、批判の矛先が結果的に朝鮮戦争における米軍やGHQに及んだ。議事録のうち、告示までに削除された部分（のちの川上の著書では削除部分を「復元」したとされる全文が提示されている）には革命を賞賛して議会政治を否認するとも受け取られる発言が含まれていたとされ、同年3月26日に懲罰委員会にかけられて本会議での陳謝を命じられたが、川上は用意された陳謝文の朗読を拒否したため処分は除名に移行し、3月29日の衆議院本会議で賛成239、反対71で処分案は可決、川上は議員除名処分となった。同年9月に占領政策に反したとして逮捕・起訴され、公職追放（レッドパージ）された。
1952年（昭和27年）4月28日に平和条約が発効して、レッドパージによる公職追放処分や占領政策に反した罪状は解除され、川上は政治活動を再開した。1953年（昭和28年）、川上は第26回衆議院議員総選挙で大阪2区から当選し、衆議院議員に返り咲いた。これは当時の共産党にとって唯一の国政議席で、前年の第25回衆議院議員総選挙における公認候補全員落選からの挽回だった。1958年の第28回衆議院議員総選挙では落選するものの、次の選挙で当選し、復職した。通算6回当選。また共産党内では党の国会議員団長を歴任したほか、1958年（昭和33年）に党中央委員を務めた。